# Sarimahi
Sarimahi is een bestuurslaag in het regentschap Bandung van de provincie West-Java, Indonesië. Sarimahi telt 9806 inwoners (volkstelling 2010).